# 大相撲平成23年7月場所
大相撲平成23年7月場所（おおずもうへいせい23ねん7がつばしょ）は、2011年（平成23年）7月10日から7月24日まで愛知県体育館で開催された大相撲本場所。
幕内最高優勝は大関・日馬富士公平（14勝1敗・13場所ぶり2回目）。

## 場所前の話題など
番付発表は2011年（平成23年）6月27日。
大関・魁皇が千代の富士のもつ歴代1位の1045勝まであと1つと迫った歴代通算勝ち星記録を達成できるかがこの場所の大きな焦点となった。
また、関脇・琴奨菊の大関昇進の挑戦も注目された。

## 番付・星取表
| 東       | 成績       | 結果   | 番付   | 西       | 成績    | 結果 |
| -------- | ---------- | ------ | ------ | -------- | ------- | ---- |
| 白鵬     | 12勝3敗    |        | 横綱   |          |         |      |
| 把瑠都   | 11勝4敗    |        | 大関   | 日馬富士 | 14勝1敗 | 優勝 |
| 魁皇     | 3勝8敗     | 引退   | 大関   | 琴欧洲   | 9勝6敗  |      |
| 琴奨菊   | 11勝4敗    | 殊勲賞 | 関脇   | 稀勢の里 | 10勝5敗 |      |
|          |            |        | 関脇   | 鶴竜     | 10勝5敗 |      |
| 豪栄道   | 5勝10敗    |        | 小結   | 栃ノ心   | 6勝9敗  |      |
| 土佐豊   | 0勝4敗11休 |        | 前頭1  | 嘉風     | 7勝8敗  |      |
| 旭天鵬   | 2勝13敗    |        | 前頭2  | 豊ノ島   | 9勝6敗  |      |
| 若荒雄   | 5勝10敗    |        | 前頭3  | 安美錦   | 2勝13敗 |      |
| 隠岐の海 | 8勝7敗     |        | 前頭4  | 豪風     | 8勝7敗  |      |
| 魁聖     | 6勝9敗     |        | 前頭5  | 若の里   | 9勝6敗  |      |
| 玉鷲     | 5勝10敗    |        | 前頭6  | 阿覧     | 10勝5敗 |      |
| 時天空   | 8勝7敗     |        | 前頭7  | 臥牙丸   | 5勝10敗 |      |
| 栃煌山   | 10勝5敗    |        | 前頭8  | 雅山     | 8勝7敗  |      |
| 豊真将   | 11勝4敗    | 敢闘賞 | 前頭9  | 朝赤龍   | 6勝9敗  |      |
| 北大樹   | 7勝8敗     |        | 前頭10 | 宝富士   | 4勝11敗 |      |
| 髙安     | 9勝6敗     |        | 前頭11 | 栃乃若   | 8勝7敗  |      |
| 大道     | 6勝9敗     |        | 前頭12 | 豊響     | 8勝7敗  |      |
| 磋牙司   | 8勝7敗     |        | 前頭13 | 翔天狼   | 7勝8敗  |      |
| 高見盛   | 3勝12敗    |        | 前頭14 | 栃乃洋   | 6勝9敗  |      |
| 富士東   | 10勝5敗    |        | 前頭15 | 木村山   | 7勝8敗  |      |

## 優勝争い
横綱・白鵬はいつものように初日から連勝し、大関・日馬富士も同じく初日から連勝した。大関昇進を目指す関脇・琴奨菊は初日に豊ノ島に敗れたものの中日までに1敗を守った。中日の時点で白鵬と日馬富士の2人が全勝で把瑠都と琴奨菊と豊真将と新入幕の髙安と同じく新入幕の富士東が1敗で追いかける展開となった。
10日目の時点で白鵬と日馬富士の全勝同士の争いとなったが11日目に白鵬が琴奨菊に敗れて全勝は日馬富士ただ1人となった。その後も日馬富士は白星を積み重ねていき14日目には白鵬との対戦を迎えた。日馬富士が白鵬に勝てば千秋楽を待たずに日馬富士の幕内優勝が決まるという日馬富士にとっては大事な取り組みであった。結果、日馬富士が白鵬を寄り切りで下し、14日目に2回目の幕内優勝が決まった。千秋楽は稀勢の里に敗れて惜しくも全勝優勝こそはならなかったが14勝1敗で2度目の幕内優勝を果たした。優勝次点は白鵬の12勝3敗であった。三賞では殊勲賞は琴奨菊に、敢闘賞は豊真将にそれぞれ贈られた。技能賞は該当者がいなかった。

## 各段優勝・三賞
- 幕内最高優勝　日馬富士　14勝1敗（2回目）
  - 殊勲賞：琴奨菊（2回目）
  - 敢闘賞：豊真将（5回目）
  - 技能賞：該当者なし
- 十両優勝　妙義龍　11勝4敗
- 幕下優勝　直江　7戦全勝
- 三段目優勝　阿夢露　7戦全勝
- 序二段優勝　前乃富士　7戦全勝
- 序ノ口優勝　佐久間山　7戦全勝

## トピック
- 魁皇が4日目に豊ノ島を下し千代の富士のもつ歴代通算勝ち星記録の歴代1位の1045勝に並ぶ。さらに5日目には旭天鵬を下し1046勝目となり歴代通算勝ち星記録を更新し歴代単独1位となった。7日目には安美錦を下し1047勝目となった。しかし、これが現役最後の白星となり10日目の琴欧洲に敗れた後現役引退を表明し、年寄・浅香山を襲名した。
- この場所より日仏友好杯の副賞がピエール・エルメのマカロン（直径41cm、厚さ23cm）となった。この巨大マカロンは優勝力士に手渡すための式典用で食べられず、金箔でコーティングされた22個の黄金のマカロンが後に贈られる[1]。